# 将棋めし
『将棋めし』（しょうぎめし）は、松本渚による日本の漫画、およびそれを原作としたテレビドラマ。棋譜監修は広瀬章人。『コミックフラッパー』（KADOKAWA・メディアファクトリー）にて、2016年8月号から2020年4月号まで連載された。
プロの将棋棋士が、主に対局中の休憩時間に食べる食事にスポットを当てた将棋グルメ漫画。作中で、将棋会館での対局時に出前を注文する飲食店は、いずれも連載当時実在した店である。2017年7月1日より、ダ・ヴィンチニュースでも短期集中連載された。

## 登場人物
主要人物の名前は焼酎のブランドが元ネタになっている。また一部の登場人物は同作者の『盤上の詰みと罰』『盤記者!』にも名前が登場しており、同一の世界を舞台としている（時系列としては『盤上』→『将棋めし』→『盤記者!』の順）。

### 原作に登場
峠なゆた（とうげ なゆた）
主人公。実父である峠はじめ八段門下。女流棋士ではなく、女性プロ棋士。登場時の段位は六段、順位戦はC級1組。
同期やファンからは「なゆたろう」と呼ばれている。同期同学年の三人は周囲から「仲良し三羽烏」と呼ばれているが、なゆた曰く「腐れ縁三羽烏」。
第1話で玉座を獲得してタイトルホルダーとなる（七段昇段）。第11話で「C1の門番」を倒してB級2組昇級を決める。
対局相手と食事の注文がかぶるのを嫌がったり、相手よりもランクが上のメニューを頼もうとしたりするなど、やや神経質な一面があるが、ドラマ第3話ではあえて相手と同じメニューで対抗したこともあった。納豆が苦手。
名前の由来は焼酎「峠」と「那由多の刻」。なお特にモデルとなる棋士はいない。
宝山貴善（ほうざん たかよし）
なゆた、黒瀬と同期かつ同学年のプロ棋士。登場時の段位は七段、順位戦はC級1組。なゆたが玉座のタイトルを奪った相手でもある。
第11話でなゆた同様対局相手に勝利し、B級2組昇級を決めた。
左利き。振り飛車穴熊が得意（と言うよりそれしかやらない）。幼少の時に父親を事故で、プロ棋士になるのと同時期に病弱だった母親を亡くしている。
大食漢かつマイペースな性格で、タイトル戦の夕食でカツ丼と天丼のダブル注文を敢行したり、パフェの後でハンバーグを食べたりしている。
名前の由来は焼酎「富乃宝山」。
黒瀬時彦（くろせ ときひこ）
なゆた、宝山と同期かつ同学年のプロ棋士。登場時の段位は七段、順位戦はB級1組。久米島と同門で弟弟子にあたる。食事は外食派。
龍王戦挑戦者として杜谷龍王に挑むも跳ね返される。11話冒頭で峠はじめを破ってA級昇級・八段昇段した。
名前の由来は焼酎「黒瀬」。
杜谷憲司（もりや けんじ）
峠はじめ八段門下。なゆたの兄弟子で、龍王のタイトルを持つ。強面の風貌にちなみ、棋風は「鬼瓦流」と呼ばれる。
テレビの占いを見て縁起をかつぐなど繊細な一面もある。
峠はじめ（とうげ はじめ）
なゆたの父であり、なゆた、杜谷の師匠。段位は八段、順位戦はB級1組。妻（なゆたの母）とは別居中。ドラマ版では納豆好きという設定。
七窪奏珠（ななくぼ かなみ）
とある高校の将棋同好会に所属する女子高生。なゆたの対局をネット中継で見てからの新入り将棋ファン。
赤兎馬アンナ（せきとば アンナ）
女流二段。対局中継の聞き手として登場する。原作ではプロ棋士であるなゆたに対しコンプレックスを抱いていた。
名前の由来は焼酎「赤兎馬」。
壱岐ちとせ（いちき ちとせ）
なゆたの母であり、女流棋士。棋士としては旧姓のままで活動している。
ちとせ曰く「ポメラニアンみたいなおじさんとは一緒に暮らせない」と、はじめとはなゆたが3歳の時から別居している。
しかし、お互いの近況をなゆた経由で確認しようとするなど、夫婦仲が悪いわけではないらしい。
大河庵（たいが いおり）
段位は九段、順位戦はB級1組だがA級経験者。長年玉位に就いていたが、白河名人に敗れ陥落。腕前は関西イチで、通称「虎徹」。
久米島獅郎（くめじま しろう）
A級棋士のひとりで棋帝のタイトルを3期連続防衛中。
小食で有名だったが、筋トレを始めてから周囲が驚くほど量を食べるようになった。大河とはプロ入りが同期という縁がある。
杜谷・大河・久米島の3人は奨励会からの仲で「豪腕三傑」と呼ばれ、棋界のトップとして活躍。
逢初衛次（あいそめ えいじ）
20代でタイトルの一つ将聖を3期獲得し、A級・八段を経験することなく九段になった強豪。
よくわからない思考の持ち主でなゆたに結婚を賭けた対局を申し込む。人呼んで「西の（電波）王子」。と金を量産するなど棋風も変わっている。
白河和雅（しらかわ かずまさ）
名人・玉将のタイトルのほかに大河から玉位を奪取し現在三冠。第15話では挑戦者として勝ち上がってきた大河を退け玉位を防衛した。
元真剣師という異色のキャリアを持ち、プロ棋士となった後も「負けた対局の賞金は受け取らない」という噂が立つほど。
古丹波まつり（こたんば まつり）
奨励会二段の中学生。大河と同門で妹弟子にあたる。凱とは家が隣同士の幼なじみ。
凱右典（がい ゆうすけ）
天才中学生棋士。対局中に練乳を直飲みするほどの甘党。キノコが嫌い。
淺井雄一郎（あさい ゆういちろう）
久米島と黒瀬の師匠で、段位は九段、順位戦はC級2組。

### ドラマ版独自の人物
村尾清（むらお きよし）
日本将棋連盟会長。段位は九段。天丼が大好物で、いつも対局時に注文している。
父親もプロ棋士で、公式戦で一度だけ父親と対局した際は「父親であることを意識しすぎて」敗北を喫したという。
小牧（こまき）
段位は七段。ドラマ第1話の冒頭でなゆたと対局する。
桜門孝介（さくらもん こうすけ）
段位は七段、順位戦はC級1組。「若手潰しの門番」と呼ばれている。ドラマ第3話でなゆたと対局する。
雲海宏伸（うんかい ひろのぶ）
段位は九段。赤兎馬アンナの師匠。棒銀戦法が得意。ドラマ第4話でなゆたと対局する。
柳下文美雄（やなぎした ふみお）
段位は八段、順位戦はC級2組（過去にA級在籍経験あり）。ドラマ第5話のなゆたの対局相手。
盤外戦術で相手を揺さぶるのが常套手段で、作中でも格下のなゆたを相手にわざと下座に座る、なゆたの背後から盤面を覗き込む（いわゆる「ひふみんアイ」）などの手を繰り出す。終いにはなゆたが注文したカツ丼を、間違えたふりをしてわざと食べてしまった。

## 書誌情報
- 松本渚 『将棋めし』 KADOKAWA〈MFコミックス フラッパーシリーズ〉、全6巻
  1. 2017年1月23日発売[11]、ISBN 978-4-04-068823-7
  2. 2017年8月23日発売[12]、ISBN 978-4-04-069374-3
  3. 2018年3月23日発売[13]、ISBN 978-4-04-069775-8
  4. 2018年11月21日発売[14]、ISBN 978-4-04-065102-6
  5. 2019年7月23日発売[15]、ISBN 978-4-04-065769-1
  6. 2020年5月23日発売[16]、ISBN 978-4-04-064568-1

## ドラマ
2017年8月2日深夜よりフジテレビの深夜ドラマ（Wナイト枠）としてドラマ化された。地上波での放送に先立ち、7月31日よりフジテレビオンデマンドで先行配信される。全8話。同年8月29日深夜より関西テレビで放送され、10月よりテレビ愛媛、東海テレビ、仙台放送、テレビ静岡でも放送される。ドラマ化は急遽企画されたもので、主演の内田理央は「撮影開始の4、5日前に依頼が来た」「夏休みだ〜と思っていたら急にオファーをいただいた」と語っている。メインキャストの内田・上遠野・稲葉は『仮面ライダードライブ』以来の共演となったことから、同シリーズのファンの間でも話題となった。
作中では、なゆたが頼んだメニューを提供する店や、実際にメニューを調理する様子なども紹介される。またロケ地として将棋会館・鳩森八幡神社なども登場するが、対局場や棋士控室など屋内のシーンは実際とは異なる部屋が使われている。
ドラマ版は原作とは異なるオリジナルストーリーとなっている。最終話は宝山玉座に挑むシーンで終わり、原作に繋がる形になっている。
第七食（話）では峠はじめの対局相手役で将棋監修の上村亘が、記録係役で八代弥がカメオ出演している。

### キャスト
- 峠なゆた - 内田理央
- 宝山貴善 - 上遠野太洸
- 黒瀬時彦 - 稲葉友
- 赤兎馬アンナ - 朝倉えりか
- 峠はじめ - 伊藤正之
- 壱岐ちとせ - 猫田直
- 村尾清 - 金田明夫
- 小牧 - 笠松将
- 桜門孝介 - 斉藤陽一郎
- 雲海宏伸 - 俵木藤汰
- 柳下文美雄 - 新納敏正
- 杜谷憲司 - 富田翔
- 係員 - 清瀬ひかり
- 記録係 - 神崎まどか
- ナレーション - 小久保丈二

### スタッフ
- 脚本：児玉頼子、溝井英一デービス
- 企画・プロデュース：清水一幸（フジテレビ）
- プロデューサー：渋谷英史、小林泰子
- 演出：安見悟朗
- 制作協力：The icon
- 将棋監修：広瀬章人、上村亘[25]、石井健太郎
- 主題歌：クレイジーケンバンド『流星ドライヴ』『地球が一回転する間に』[26]

### 放送内容
| 各話   | FOD配信日 | 放送日     | 放送日     | サブタイトル            | メニュー                            |
| 各話   | FOD配信日 | フジテレビ | 関西テレビ | サブタイトル            | メニュー                            |
| ------ | --------- | ---------- | ---------- | ----------------------- | ----------------------------------- |
| 第1食  | 7月31日   | 8月2日     | 8月29日    | 逆転のカレー丼!         | カレー丼（ほそ島や）                |
| 第2食  | 8月7日    | 8月9日     | 9月5日     | 欲張りの特上ちらし!     | 特上ちらし寿司（千寿司）            |
| 第3食  | 8月14日   | 8月16日    | 9月12日    | うな重に隠された秘策!   | うな重(竹)（ふじもと うなぎ店）     |
| 第4食  | 8月21日   | 8月23日    | 9月24日    | ロコモコ丼にチャレンジ! | ロコモコ丼（代官山 rinato KITCHEN） |
| 第5食  | 8月28日   | 9月6日     | 9月30日    | たまご丼の逆襲!         | 玉子丼（ほそ島や）                  |
| 第6食  | 9月4日    | 9月13日    | 10月3日    | いつもと違う中華丼!     | 五目中華丼（紫金飯店 原宿店）       |
| 第7食  | 9月11日   | 9月20日    | 10月5日    | 起死回生の冷やし中華!   | 冷やし中華（ほそ島や）              |
| 最終食 | 9月18日   | 9月27日    | 10月11日   | 納豆雑炊を乗り越えろ!   | 納豆雑炊（みろく庵）                |

### 放送日程
| 放送対象地域 | 放送局                 | 系列           | 放送開始日     | 放送時間         | 備考    |
| ------------ | ---------------------- | -------------- | -------------- | ---------------- | ------- |
| -            | フジテレビオンデマンド | フジテレビ系列 | 2017年7月31日  | 月曜 12:00       |         |
| 関東広域圏   | フジテレビ             | フジテレビ系列 | 2017年 8月 2日 | 水曜 26:30       | [ ※ 1 ] |
| 関西広域圏   | 関西テレビ             | フジテレビ系列 | 2017年 8月29日 | 火曜 26:40       | [ ※ 2 ] |
| 愛媛県       | テレビ愛媛             | フジテレビ系列 | 2017年10月 5日 | 木曜 26:00       | [ ※ 3 ] |
| 中京広域圏   | 東海テレビ             | フジテレビ系列 | 2017年10月 6日 | 金曜 27:00       | [ ※ 4 ] |
| 宮城県       | 仙台放送               | フジテレビ系列 | 2017年10月11日 | 水曜 24:25       | [ ※ 5 ] |
| 静岡県       | テレビ静岡             | フジテレビ系列 | 2017年10月27日 | 金曜 26:05       | [ ※ 6 ] |
| 長野県       | 長野放送               |                | 2020年12月16日 | 月曜〜金曜 15:50 |         |

1. ↑  8月30日は『柔道世界選手権2017』放送のため休止、第5食以降1週遅れ。第5食・第6食は26:40から、第7食は27:00から、最終食は26:00から放送。
2. ↑  第2食・第3食は26:57から。第4食以降は不定期放送、第4食9/24(日)25:55から、第5食9/30(土)25:45から、第6食10/3(火)27:00から、第7食10/5(木)26:00から、最終食10月11日(水)27:05から放送。
3. ↑  第2食は10月12日休止、10月19日に放送。
4. ↑  第1食は27:12から、第2食は27:30から放送。第3食は『プロ野球クライマックスシリーズ ファイナルステージ』放送延長のため35分遅れ、27:35から放送。第4食は10月27日休止、11月3日に放送。第6食は27:35から放送。第7食は11月24日休止、12月1日27:05に放送。最終食は28:00から放送。
5. ↑  第1食・第4食・第7食は24:35から放送。第6食は11月15日・22日休止、11月29日に放送。
6. ↑  第6食は26:20から、第7食は27:20から、最終食は26:50から放送。

## ゲーム
トイズクリエイションが、本作品とタイアップしたスマートフォン向け育成ゲーム「棋士プロ〜将棋めし編〜」を配信している。2017年8月10日配信開始。

### 注
1. 1 2 3 4 5  架空のタイトル。
2. ↑  これは監修の広瀬の実体験に基づく。[9]
3. ↑  実際は2016年12月14日より、東京・将棋会館及び大阪の関西将棋会館で行われる公式対局では対局中の外出が禁止されたことにより、外食はできなくなった。ただし、関西将棋会館内にある「イレブン」での食事は、施設が会館内部ということで認められている。また規制は対局中のみなので、棋聖戦予選や叡王戦段位別予選のように短い対局を昼を挟んで午前午後1局づつ指す場合は外出が可能となっており、この場合は時間があれば外食は可能である。
4. ↑  現実の竜王戦とは異なる。ドラマでは「竜棋」と表記。
5. ↑  ドラマ最終話でなゆたが納豆雑炊を頼んだ理由の一つに「父親の好物で自分が苦手な納豆雑炊をあえて選んで父親を超える」意図があった。
6. ↑  原作8話、大河庵との対局を元にしている。
7. ↑  実際の公式対局時に出前の注文が可能な店ではない。
8. ↑  実際には対局相手の杜谷が注文したメニュー（なゆたの注文はチャーハン）。ただしなゆたも終局後に食べている。